# 21473 Петесалліван
21473 Петесалліван (21473 Petesullivan) — астероїд головного поясу, відкритий 21 квітня 1998 року.
Тіссеранів параметр щодо Юпітера — 3,610.